# سبكتروم دير فسنشافت
سبكتروم دير فسنشافت (بالألمانية: Spektrum der Wissenschaft) وتعني طيف العلوم هي مجلة علمية ألمانية صدر عددها الأول في 1978، وهي الإصدار الألماني من مجلة ساينتفك أمريكان التي تأسست في 1845 في الولايات المتحدة. المجلتان سبيكتروم دير فسنشافت و سيانتيفيك أميريكان تنشران مقالات علمية للعامة والقراء العاديين. أصبح للمجلة ظهورًا أكثر تباينًا عن المجلة الأمريكية مع مرور الزمن. تصدر مجلة سبكتروم دير فسنشافت شهريًّا، وفي نهاية كل عام توفر دار النشر قرصًا مدمجًا يتضمن أعداد العام في صيغة PDF. يقع مقر النشر في هايدلبرج.
في 2010، حازت المجلة جائزة دويتشر آي كيو برايز المقدمة من الفرع الألماني لجمعية منسا الدولية.

## وصلات خارجية
- موقع المجلة